# Geórgios Germenís
Geórgios  Germenís (grec moderne : Γεώργιος Γερμενής), né le 12 juin 1978 à Argostóli, est un musicien et homme politique grec. Il est bassiste du groupe de black metal Naer Mataron depuis 1994 sous le pseudonyme de Keádas (Καιάδας) et ancien député au Parlement hellénique pour le parti Aube dorée.

## Biographie
Lors des élections législatives grecques de mai 2012, il est élu député pour la 14e législature, qui aura duré du 6 mai 2012 au 19 mai 2012. Lors des élections législatives grecques de juin 2012, il est réélu le 17 juin 2012 à la 15e législature. Aux élections législatives grecques de janvier 2015, il est réélu dans la deuxième circonscription d'Athènes.
Il quitte l'Aube dorée à la suite des élections législatives de juillet 2019, lesquelles verront le parti y perdre sa représentation en raison d'un résultat décevant (2,93 %). Il rejoint le parti nouvellement créé de Ioánnis Lagós, Conscience populaire nationale.
Le 14 octobre 2020, il est reconnu coupable d’avoir dirigé une « organisation criminelle » et condamné à 13 ans de prison ferme par la cour pénale d'Athènes.